# Undead Unluck
Undead Unluck (japanisch アンデッドアンラック) ist eine Manga-Serie von Yoshifumi Totsuka, die von 2020 bis 2025 in Japan erschien. Die Horrorkomödie dreht sich um Menschen mit übernatürlichen Fähigkeiten und wurde unter anderem ins Deutsche übersetzt und 2023 und 2024 als Anime adaptiert.

## Inhalt
Die 18-jährige Fūko Izumo (出雲 風子) bringt sich selbst und den Menschen in ihrer Umgebung nur Pech. Als sie acht Jahre alt war, starben ihre Eltern und seither ist ihr Leben voll von Unglück. So beschließt sie, sich das Leben zu nehmen. Doch wird sie von Undead gerettet. Der starke Kämpfer kann nicht sterben, egal was ihm zustößt. Mit der Hilfe von Izumo hofft er, doch endlich richtig sterben zu können. Doch nachdem sich beide zusammengetan haben, werden sie von einer geheimnisvollen Organisation namens „Union“ angegriffen und können eines der Mitglieder Void Volks besiegen. Dessen Partner Shen bietet einem von beiden die Mitgliedschaft an, da nun ein Platz an der Tafelrund frei ist. Um zukünftigen Angriffen zu entgehen, beschließen die beiden das angebot anzunehmen und reisen zum Baikal-See, wo Undead gegen das Union Mitglied Gena kämpft und diese besiegt, wodurch Izumo und Undead zu vollwertigen Mitgliedern der Tafelrunde werden und Unionen bei deren Missionen unterstützen.
Union erhält vom lebenden Buch „Apokalypse“ Missionen, wenn diese erfolgreich abgeschlossen werden, erhalten sie Belohnungen, wenn nicht erhalten sie strafen. Sowohl Belohnungen als auch Strafen haben globale Auswirkungen und die normalen Menschen merken dies nicht, da die Erinnerungen angepasst werden.

## Veröffentlichung
Der Manga erschien vom 20. Januar 2020 bis 27. Januar 2025 im Magazin Shūkan Shōnen Jump des Verlags Shūeisha. Bereits im Januar 2019 war ein Einzelkapitel im Magazin erschienen. Shūeisha brachte die Kapitel auch gesammelt in insgesamt 27 Bänden heraus.
Eine deutsche Übersetzung von Martin Gericke erscheint seit Dezember 2021 bei Carlsen Manga in bisher 19 Bänden (Stand Juli 2025). Viz Media veröffentlicht eine englische Fassung, Planet Manga eine italienische und die Plattform Manga Plus bringt die Serie sowohl auf Englisch als auch auf Spanisch heraus.

## Anime-Adaption
Vom 7. Oktober 2023 bis 23. März 2024 lief eine Anime-Adaption vom Studio TMS Entertainment im japanischen Fernsehen, die 24 Folgen umfasst.